# Рухт, Карл
Карл Рухт (нем. Karl Magnus Rucht; 10 мая 1918, Конов, ныне в коммуне Затов, Мекленбург-Передняя Померания — 27 октября 1994, США) — немецкий трубач и дирижёр.
Изучал композицию под руководством Бориса Блахера, учился дирижированию у Серджиу Челибидаке.
С конца 1930-х — трубач Берлинского филармонического оркестра; Пауль Хиндемит назвал его лучшим трубачом Европы. После Второй мировой войны начал выступать как дирижёр, в 1946 дебютировал за пультом своего оркестра. В 1949 дебютировал как композитор, получив одобрительные отзывы критики.
В 1951—1957 возглавлял Филармонический оркестр Пфальца, одновременно в 1954—1960 — генеральмузикдиректор Гейдельберга. Гастролировал как дирижёр в Лиссабоне и Барселоне.
Среди его записей, осуществлённых с Симфоническим оркестром Берлинского радио, — сюита из балета Арама Хачатуряна «Гаянэ» (1957), сюита Николая Римского-Корсакова «Шехерезада» (1952, перевыпущена 1964), сюита из балета Альбера Русселя «Вакх и Ариадна» (1952), Шесть Бранденбургских концертов И. С. Баха (1953, перевыпущены 1982), Первый фортепианный концерт Феликса Мендельсона (солист Хельмут Ролофф).
После 1960 работал в Буэнос-Айресе, а затем, будучи женат на американке, в США, где много лет возглавлял Арлингтонский симфонический оркестр.